# Namaksee
Der Namaksee (persisch درياچهٔ نمك, DMG Daryāče-ye Namak, ‚Salzsee‘) ist ein Salzsee in Iran. Er befindet sich ca. 100 km östlich von der Stadt Qom und ca. 120 km südlich von der Hauptstadt Teheran auf einer Höhe von ca. 790 m über dem Meeresspiegel. Die Fläche des Salzgebietes beträgt ca. 1800 km², der See selbst aber hat lediglich eine Fläche von ca. 1 km². Der See liegt am westlichen Ende der großen Salzwüsten im Hochland, der Dascht-e Kawir. Östlich schließt sich der Kawir-Nationalpark mit einer Fläche von 4000 km² an.
Der Wasserpegel schwankt durch Wasserentnahmen und durch Verdunstung. Am wasserreichsten ist der See im Frühling. Der seichte See ist zwischen 45 cm bis 1 Meter tief. Im See leben einige seltene Fischarten. Wichtiger Zufluss ist unter anderem der Fluss Qom.
Aus dem zentralen Teil des Salzsees wird das dort gewonnene Salz über befahrbare Wege mit LKWs zum Verkauf in die Stadt Kaschan transportiert.
Lokale Schäfer berichten, dass der Treibsand Mensch und Tier verschlinge, weswegen dort Warnschilder aufgestellt wurden. Daniel Bonn von der Universität Amsterdam entnahm eine Bodenprobe und untersuchte das Phänomen im Labor. Seinen Ergebnissen nach ist der Sand am Namaksee viel zu trocken. Doch gibt es andere Untersuchungen von trockenem Treibsand, nach denen Berichte über das Versinken im Treibsand zutreffend sein könnten.

## Bildergalerie

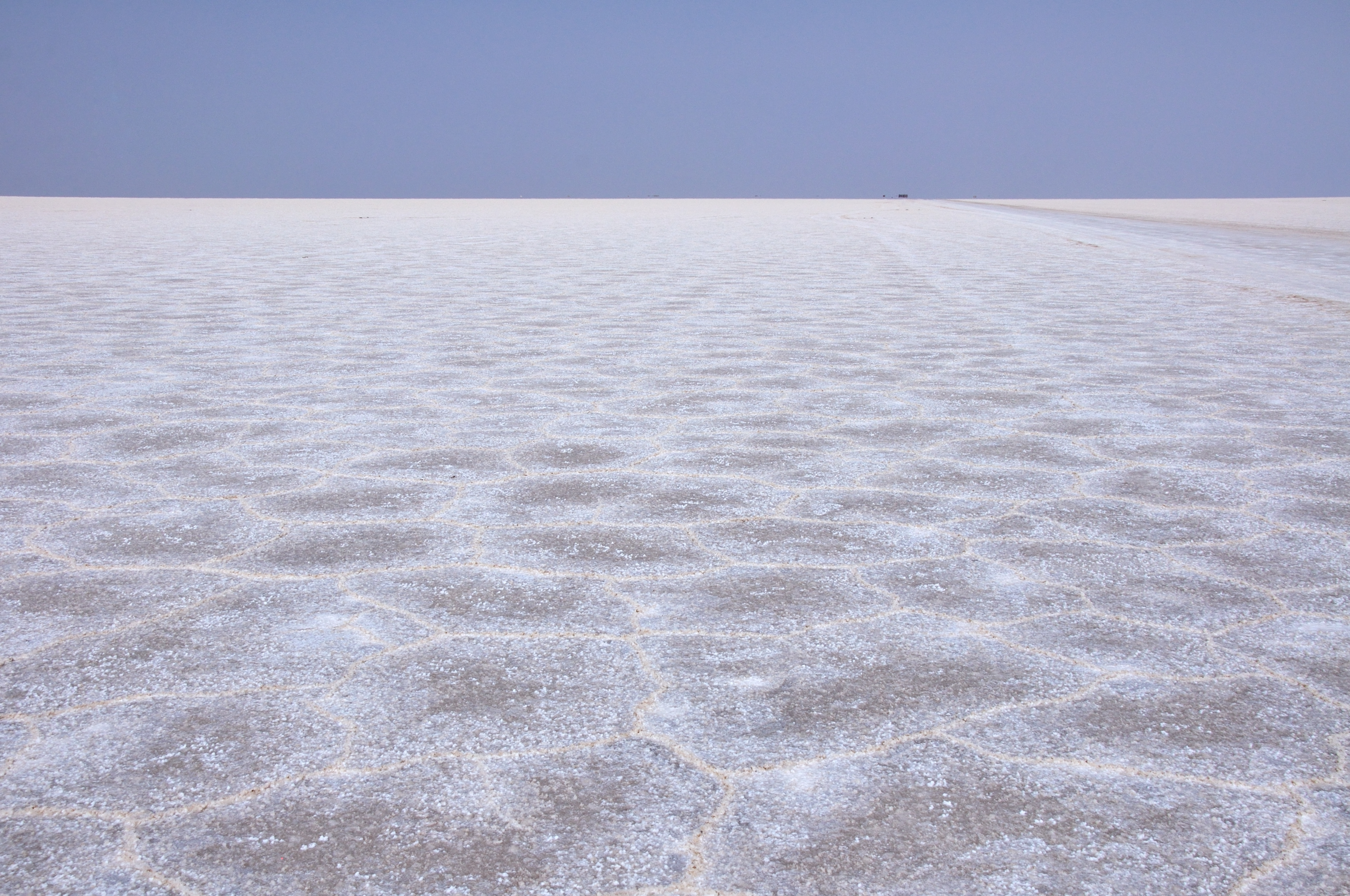
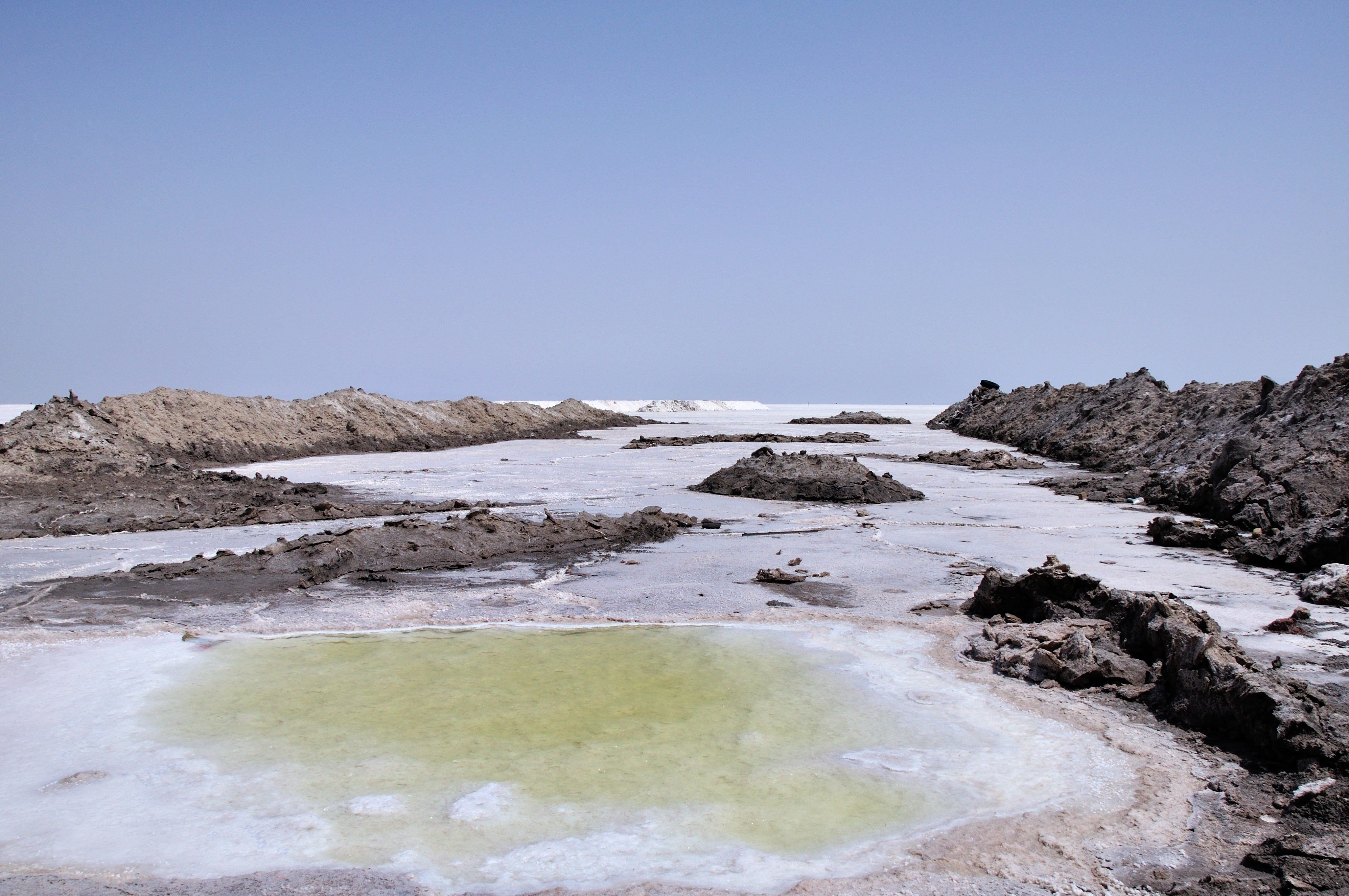
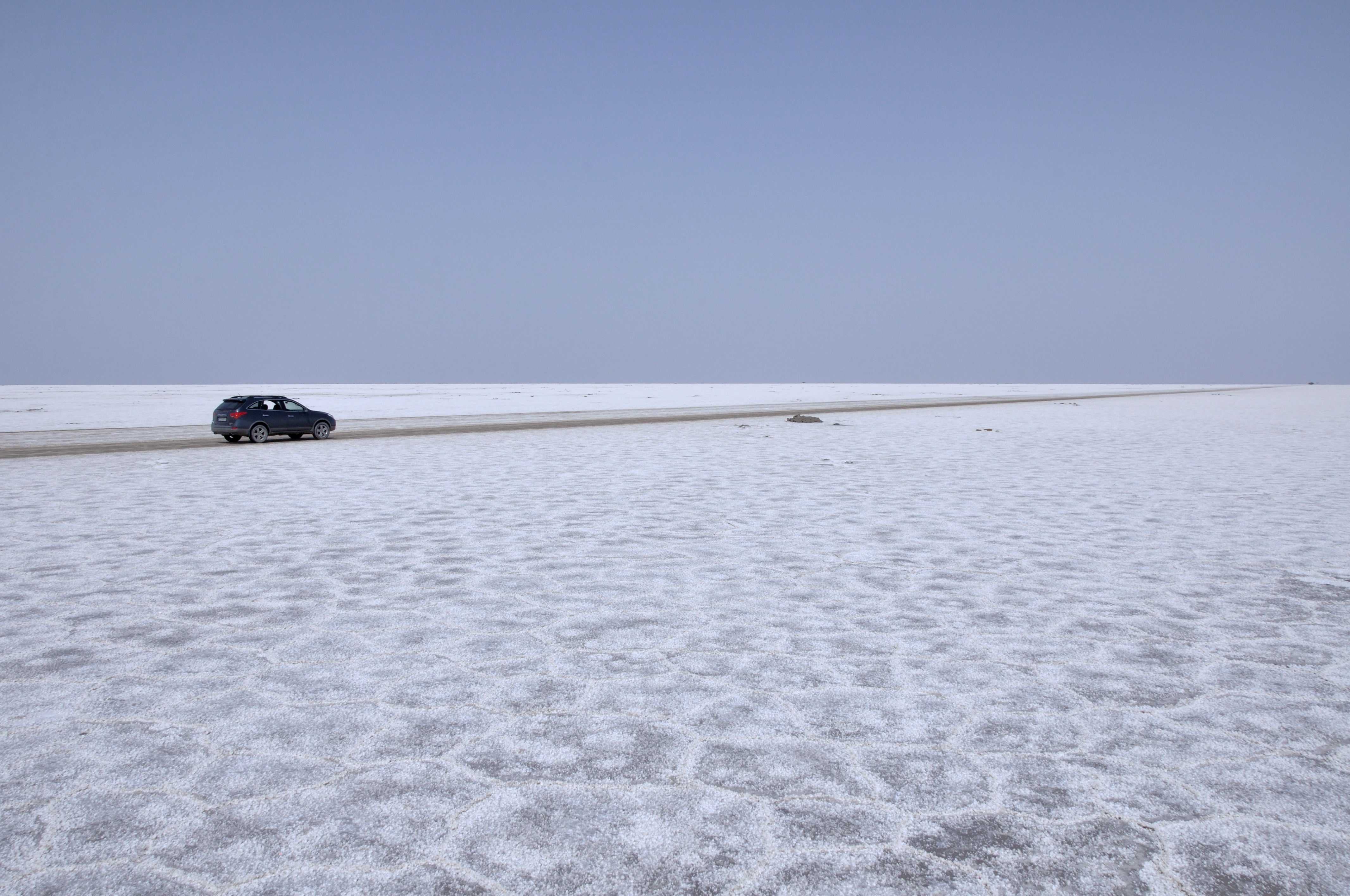
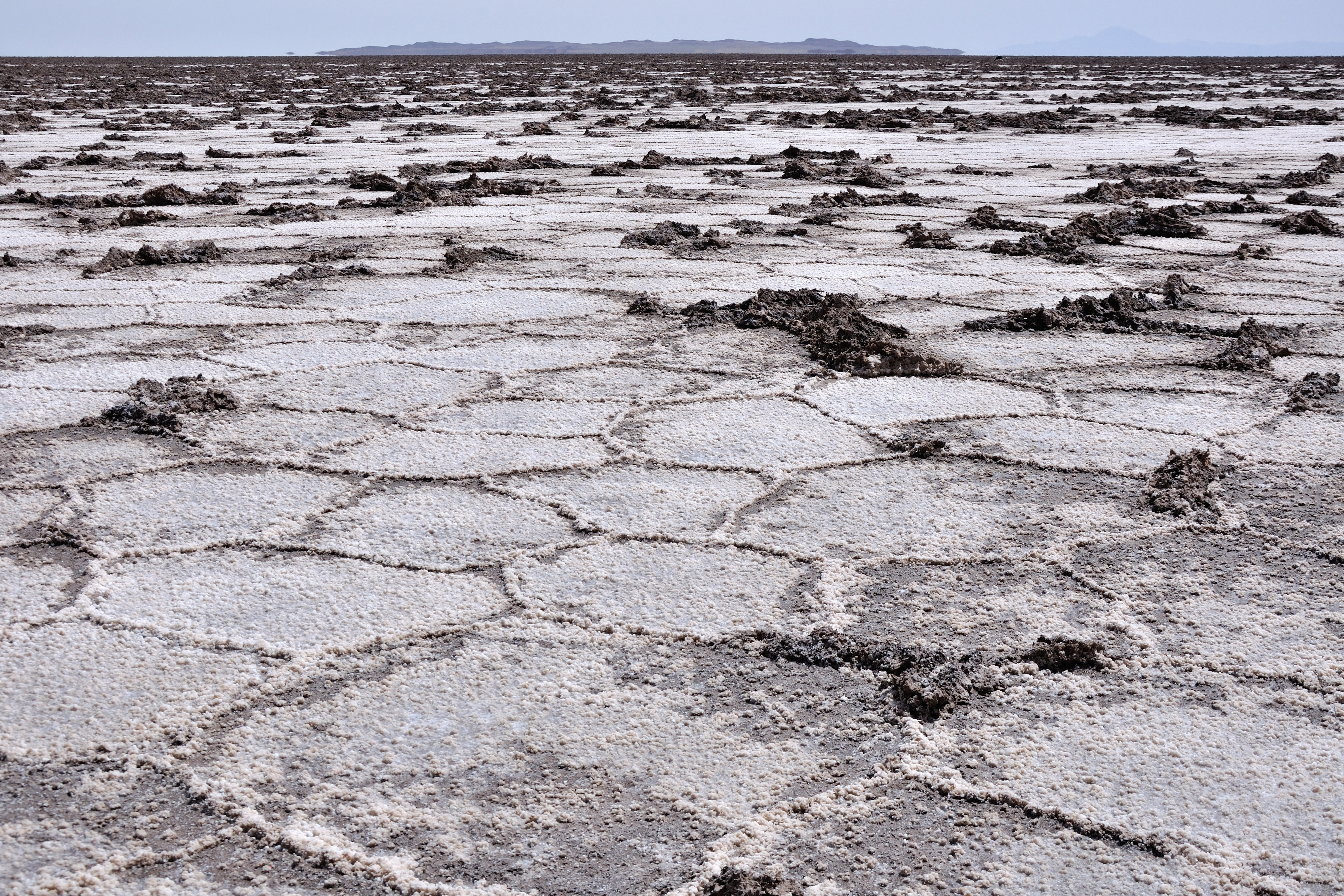
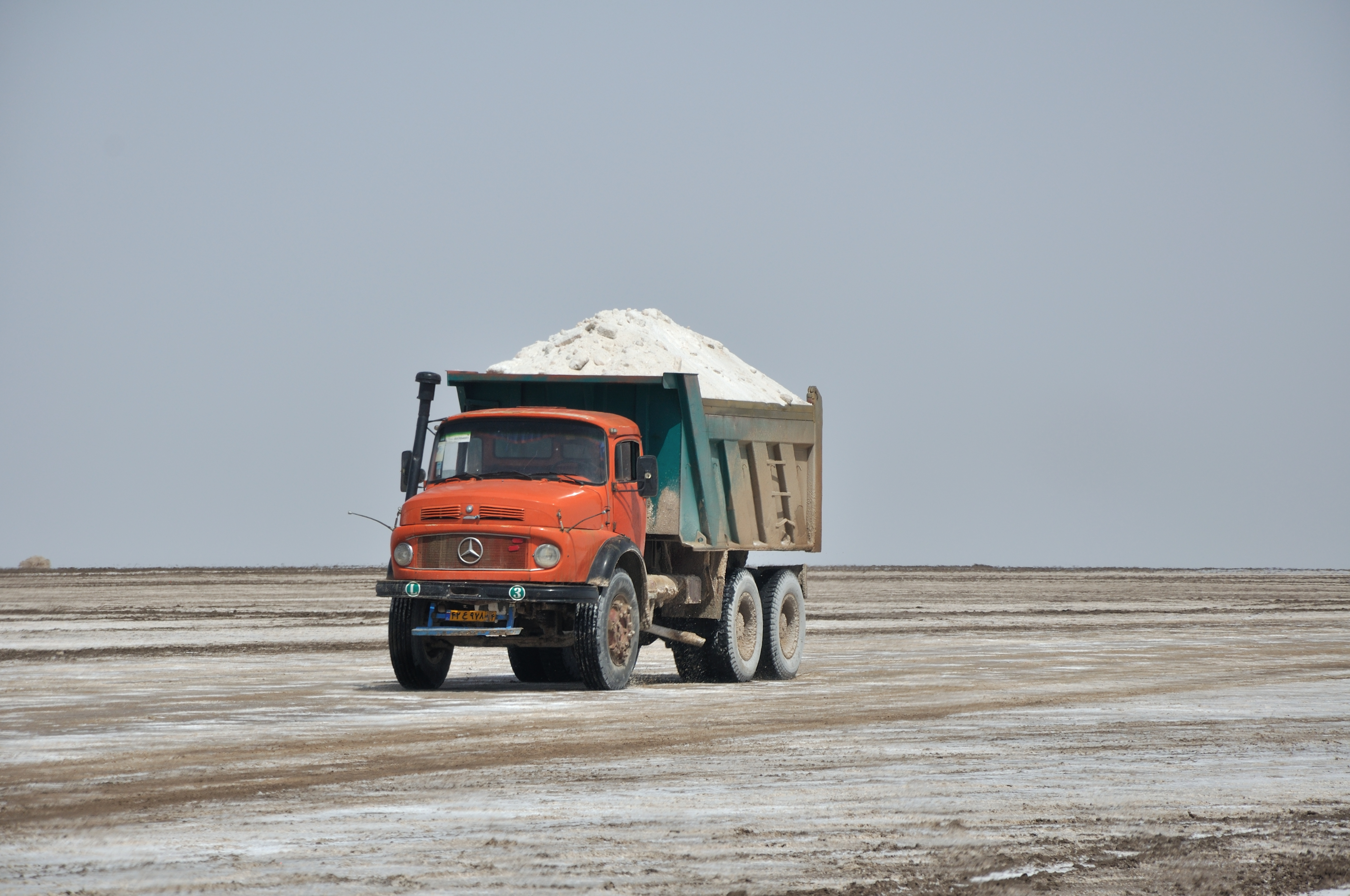
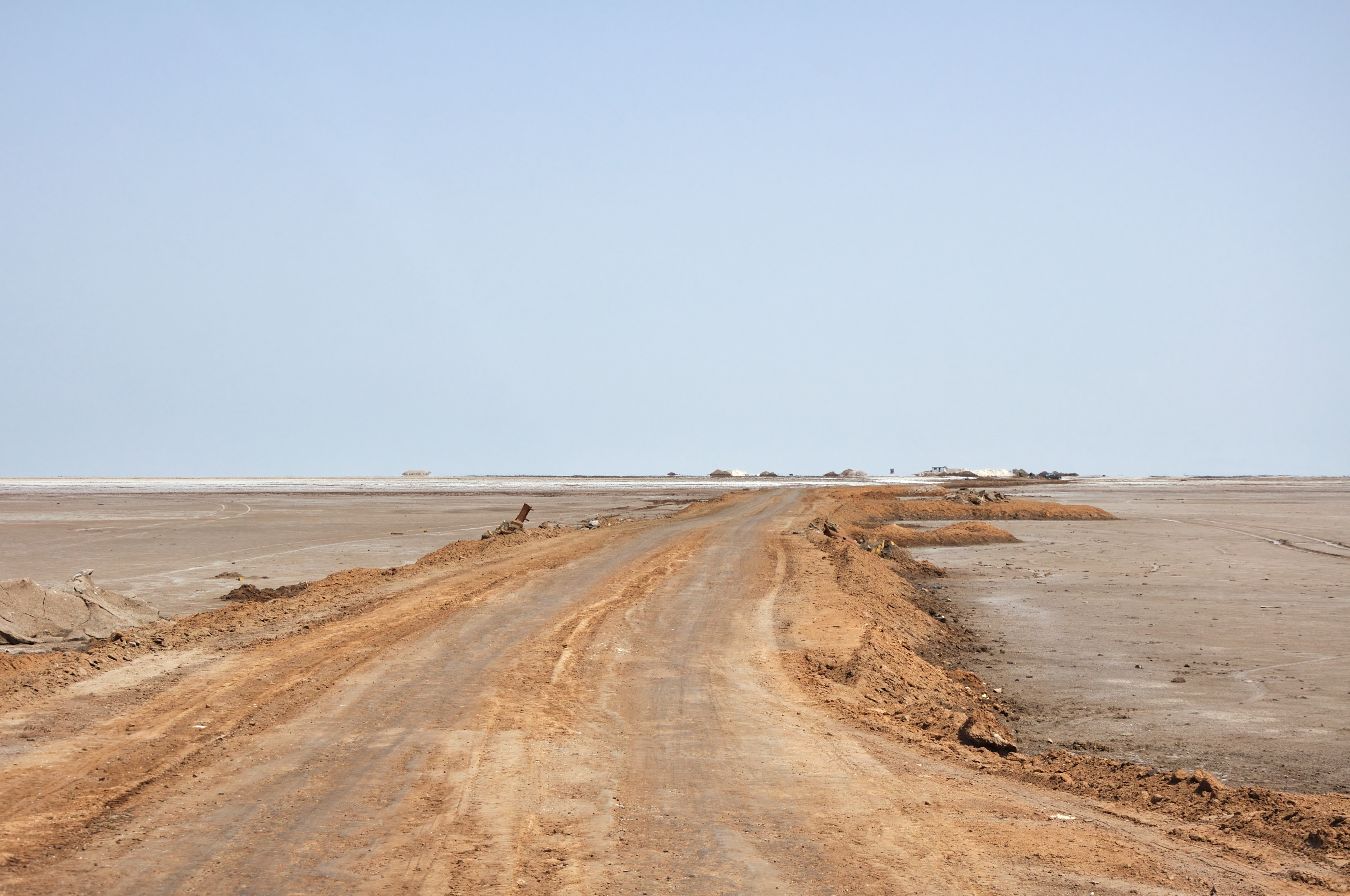